# سلطان محمود (ضابط)
سلطان محمود (بالبنغالية: সুলতান মাহমুদ) هو لواء طيار متقاعد كان القائد السابق للقوات الجوية البنغلاديشية، ونائب كبير مديري قانون الأحكام العرفية ووزير صناعة سابق.

## المسيرة
كان اللواء سلطان قائد القوات الجوية البنغلاديشية من 23 يوليو 1981 إلى 22 يوليو 1987، وفي 24 مارس 1982 عُيِّن نائب كبير مديري قانون الأحكام العرفية من قبل الرئيس حسين محمد إرشاد، كما أسندت إليه وزارة الصناعات. اتُهم في قضايا فساد بعد تخلي حكومة الرئيس حسين محمد إرشاد عن السلطة.